# Энтин, Юрий Сергеевич
Ю́рий Серге́евич Э́нтин (род. 21 августа 1935, Москва) — советский и российский поэт, драматург, поэт-песенник, писатель, сценарист. Широко известен в России и СНГ благодаря песням из кино-, теле- и мультипликационных фильмов. Лауреат Премии Президента Российской Федерации (2016).

## Биография
Родился 21 августа 1935 года в Москве в еврейской семье. В начале войны был с матерью и младшей сестрой эвакуирован в Чкалов (где пошёл в первый класс), а его отец Сергей Давыдович Энтин (1908—1990), инженер-металловед, кандидат технических наук, был в 1942 году призван в армию, служил рядовым, был ранен. После войны отец был научным сотрудником Центрального НИИ технологии машиностроения (ЦНИИТмаш), автор научных трудов и монографий. Мать — Софья Ароновна Энтина (урождённая Эткина, 1907—1975), экономист. Брат — Виктор (1947—1996). Дед, купец второй гильдии, переехал в Москву из Гомеля в начале 1920-х годов.
Со школьных лет увлекался литературой и историей. Окончил исторический факультет педагогического института, затем факультет редактирования в полиграфическом институте, работал в школе учителем истории и библиотекарем.
В 1962 году после съёмок в качестве статиста в фильме Марлена Хуциева «Застава Ильича» познакомился с композитором Геннадием Гладковым, который, в свою очередь, познакомил его с другом своего детства, режиссёром, сценаристом и актёром Василием Ливановым.
С 1962 по 1969 год — главный редактор детской редакции фирмы «Мелодия».
С 1969 года — свободный художник. Пишет песни для кинематографа и телевидения, сценарии, книги. О своём решении быть самостоятельным поэт вспоминает так:

Однажды я сидел в фирме «Мелодия», где тогда работал, вдруг раздался телефонный звонок. Это был Гладков, который мне сказал: «Юр, можешь сейчас послушать предварительный вариант?» Я прижал трубку к уху, и Гладков запел: «Ничего на свете лучше нету…» Когда я услышал эту музыку, что-то во мне перевернулось, и я написал заявление об уходе, прихватив с собой тамошнего редактора.

В 1998 году поэту была присуждена профессиональная премия «Золотой Остап» в номинации «Юмор для детей».
В 2004 году отметил 35-летие своей творческой деятельности, подготовил и провёл 20 февраля 2004 года в Кремлёвском дворце большой музыкальный вечер, на котором прозвучали старые и новые песни.
В 2007 году Энтину присуждена премия имени Корнея Чуковского в номинации «за развитие новаторских традиций Чуковского в современной детской литературе».
В 2015 году на сцене «Крокус Сити Холл» состоялся юбилейный концерт маэстро «Мир без любви твоей».
Энтин — член Союза кинематографистов России, член Союза театральных деятелей России и Союза писателей Москвы, автор стихов множества песен (более 600). Песни на его стихи звучат во множестве детских и взрослых фильмов (более 100). Написал несколько книг для детей.
Многие песни из кинофильмов и анимационных фильмов стали хитами благодаря стихам Юрия Энтина: «Незнайка с нашего двора», «Катерок», «Дед Мороз и лето», «Достояние республики», «Ох уж эта Настя!», «Приключения Электроника», «Гостья из будущего», «Бременские музыканты» и «По следам бременских музыкантов», «Голубой щенок», «Ну, погоди!», «31 июня», «Приключения Буратино», «Летучий корабль». Его песни знают и дети, и взрослые, а фразы из песен стали крылатыми: «Никто не водится со мной…», «Такая-сякая сбежала из дворца», «Вжик-вжик, уноси готовенького», «Лучший мой подарочек — это ты…», «Прекрасное далёко» и множество других.

Вручение Премии Президента в области литературы и искусства за произведения для детей и юношества 2015 года

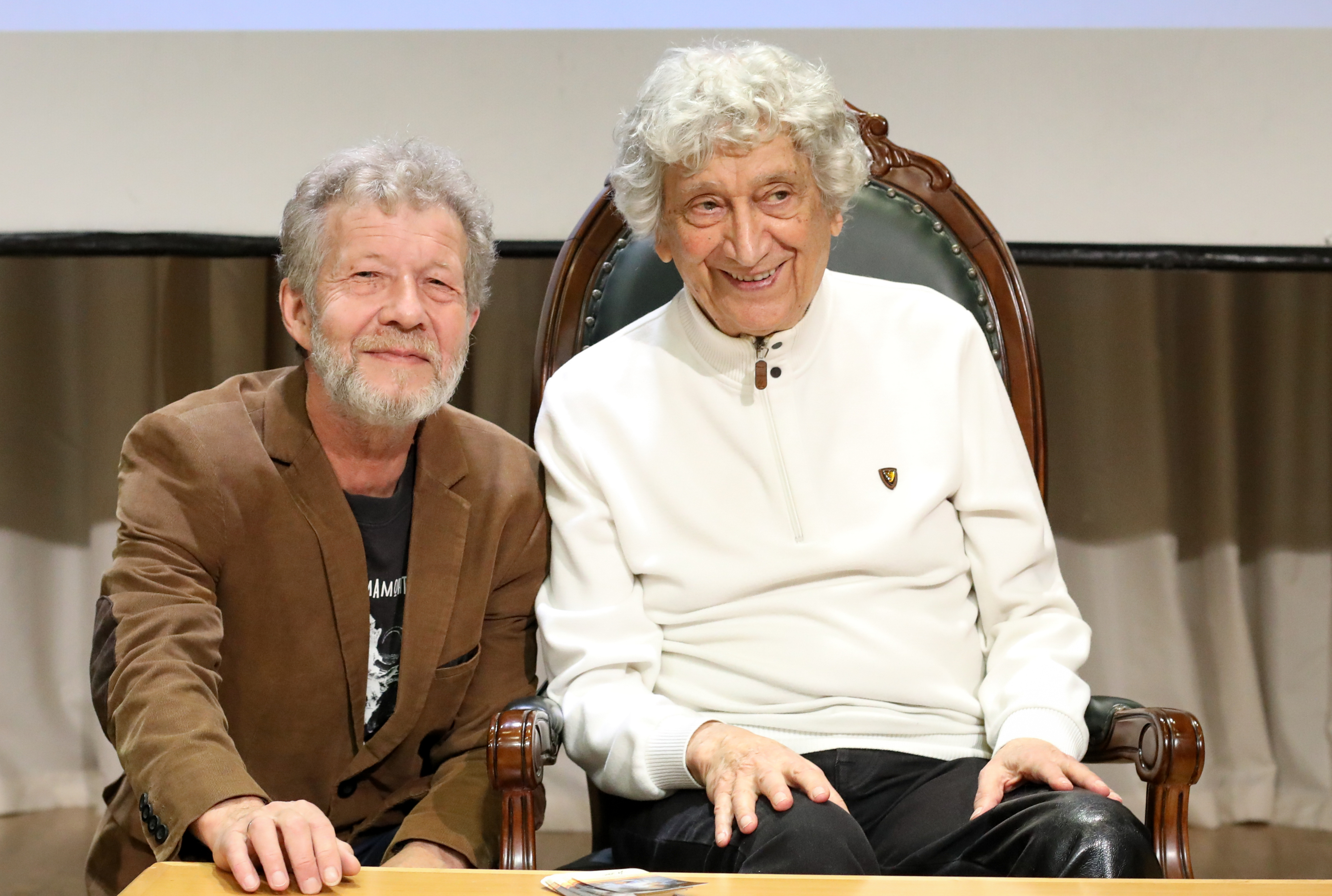
Андрей Усачёв и Юрий Энтин в Российской государственной детской библиотеке, 2023 год

Неоднократно становился лауреатом Всесоюзного конкурса «Песня года» с песнями «Лесной олень», «Крылатые качели», «Учкудук — три колодца», «Гей, славяне!» (1997).
В течение нескольких лет (1995—1997) являлся автором и ведущим детской передачи «До-ми-соль» на канале ОРТ, создателем которой был также Станислав Митин.
С 1997 года написал несколько музыкальных циклов с композитором Давидом Тухмановым: «Золотая горка», «Знакомые насекомые», «Бяки-Буки», «Игра в классики». Новые песни спели звёзды эстрады, театра и кино (Людмила Гурченко, Михаил Боярский, Николай Басков, Иосиф Кобзон, Александр Градский, Любовь Полищук, Алексей Петренко, Юрий Гальцев и другие).
С 1997 года Юрий Энтин — президент Международного фестиваля детского творчества и искусств для детей «Чунга-Чанга», который прошёл уже в 27 регионах России и 7 странах мира. Лауреатом 2-го фестиваля стал школьник Дима Билан, впервые приехавший в Москву из Нальчика. Дима Билан неоднократно становился гостем фестиваля и участником концертов Энтина.
В 2002 году создан «Творческий центр Юрия Энтина» (директор — Константин Мулин). Центр организовывает фестивали и концерты Юрия Энтина, готовит к изданию книги и диски поэта.
С 2011 года «Творческим центром Юрия Энтина» проводится фестиваль «Край, в котором ты живёшь» по песням народов России и «Танец маленьких утят» по песням стран мира из коллекции «Антологии детских песен народов России и стран мира».
В 2015 году вышел сборник «Лучшие детские песни мира» — переводы Энтиным 25 самых популярных детских песен 25 стран мира, собранные в проекте «Антология детских песен народов России и стран мира».
Музыку к песням писали Марк Минков, Владимир Шаинский, Евгений Крылатов, Геннадий Гладков, Александр Зацепин, Давид Тухманов, Алексей Рыбников, Максим Дунаевский.
Произведения Юрия Энтина нередко критиковали в художественных советах, отказывали в разрешении издавать и транслировать по телевидению и радио. Возражения вызывали даже безобидные формулировки: «Ох, рано встаёт охрана», «Эх, жизнь моя, жестянка! Живу я как поганка», «Чудо-остров, жить на нём легко и просто». Некоторые произведения удалось отстоять, другие пришлось переделывать или откладывать на будущее.

Пластинка девять месяцев пылилась на полке, потому что чиновников смущали стихи. Самыми опасными были признаны строчки: «Ох, рано встает охрана» и «Величество должны мы уберечь от всяческих ему ненужных встреч».

Выпущено аудио-собрание поэта, включающее все «старые» песни. Изданы сборники стихов для детей:
- «А мне летать охота!»,
- «Ничего на свете лучше нету»,
- «Антошка»,
- «Пой частушки, Бабка Ёжка»,
- «Сказочная Азбука»,
- «Золотая горка»,
- «Ужастик-парк»,
- «О многих шестиногих».

В 2002 году вышел мультимедийный сборник, включающий книгу «Детский альбом», ноты, диски, записанные совместно с композитором Давидом Тухмановым.

### Личная жизнь
- Первая жена — Стелла, внучка революционера Николая Крыленко.
  - Дочь — Елена, окончила философский факультет МГУ.
    - Внуки — Сергей, Марина и Аня.
- Вторая жена — Марина.
- Приёмный сын — Леонид Воронцов (художник, фотограф).

## Творчество

### Песни к мультфильмам
- 1967 «Четверо с одного двора» («Союзмультфильм»), муз. Ген. Гладкова
- 1969 «Бременские музыканты» («Союзмультфильм»), муз. Ген. Гладкова
- 1969 «Весёлая карусель. Выпуск № 1» («Союзмультфильм»), муз. В. Шаинского
- 1969 «Дед Мороз и лето» («Союзмультфильм»), муз. Е. Крылатова
- 1969 «Что такое хорошо и что такое плохо» («Союзмультфильм»), муз. В. Шаинского
- 1970 «Катерок» («Союзмультфильм»), муз. В. Шаинского (песня Чунга-Чанга)
- 1970 «Бобры идут по следу» («Союзмультфильм»), муз. В. Шаинского
- 1973 «Приключения Мюнхаузена» («Экран»), муз. Ш. Каллоша, Д. Кривицкого, А. Киселёва
- 1970 «Маленькие недоразумения (Котик-Мотик)» («Экран»), муз. В. Шаинского
- 1970 «Малышок и чёрная маска» («Экран»), муз. А. Быканова
- 1971 «Мой голубой щенок» («Экран»), муз. Б. Троцюка
- 1972 «Край, в котором ты живёшь» («Союзмультфильм»), муз. Ген. Гладкова
- 1972 «Индекс» («Союзмультфильм»), муз. А. Рыбникова
- 1972 «Куда летишь, Витар?» («Союзмультфильм»), муз. О. Фельцмана
- 1973 «Песня о дружбе» («Союзмультфильм»), муз. В. Шаинского
- 1973 «По следам бременских музыкантов» («Союзмультфильм»), муз. Ген. Гладкова
- 1973 «Паучок Ананси и волшебная палочка» («Экран»), муз. А. Рыбникова
- 1974 «Сказка за сказкой»: «Петер — весёлый обманщик» («Союзмультфильм»), муз. Е. Крылатова
- 1974 «Ну, погоди! (выпуск 8)» («Союзмультфильм»), муз. Ген. Гладкова
- 1974 «Катавасия» («Экран»), муз. И. Шахова
- 1975 «Волк и семеро козлят на новый лад» («Экран»), муз. А. Рыбникова
- 1976 «Голубой щенок» («Союзмультфильм»), муз. Ген. Гладкова
- 1979 «Баба-яга против!» («Союзмультфильм»), муз. Э. Артемьева
- 1979 «Летучий корабль» («Союзмультфильм»), муз. М. Дунаевского
- 1980 «Пиф-паф, ой-ой-ой!» («Экран»), муз. М. Дунаевского
- 1984 «Зима в Простоквашино» («Союзмультфильм»), муз. Е. Крылатова
- 1984 «Крем-брюле» («Экран»), муз. М. Минкова
- 1984 «Школа с уклоном» («Молдова-Фильм»), муз. Т. Островской
- 1984—1987 «Контакты… конфликты…», выпуски № 1—4 («Союзмультфильм»), муз. П. Овсянникова
- 1989 «Клетка» («Союзмультфильм»), муз. Г. Гладкова
- 1990 «Серый Волк энд Красная Шапочка» («Союзмультфильм»), муз. оформление Г. Бардина и В. Черепанова
- 1992 «Йоксель-Моксель» («Ренешанс»), муз. Д. Тухманова
- 1996 «Лягушка-путешественница» («Анимафильм»), муз. Е. Крылатова
- 1996 «Улица Сезам», мультсериал, США, муз. В. Шаинского
- 2000 «Новые бременские» («Кино-мост»), муз. Ген. Гладкова
- 2002 «Светлячок», муз. Д. Тухманова
- 2002 «Новые приключения Карандаша и Самоделкина» («Про-класс»), муз. Д. Тухманова
- 2003 «Виноватая тучка», муз. Д. Тухманова
- 2003 «Хорошо забытое старое», муз. П. Овсянникова
- 2004 «Страходон Мохнатый» («Студия СВЕТ»), муз. Д. Тухманова
- 2002—2004 «Птичка», «Неваляшка», «Аэробика для Бобика», «Любимый папа», «Храбрый зайчик», «Ленивая песня» (Студия «Божья коровка»), муз. Д. Тухманова
- 2010 «Приключения Котёнка и его друзей» (Кристмас Филмз), муз. А. Державина
- 2021 «Урочный час» (АнимАрс), реж. Н. Белов

### Песни к фильмам
«31 июня»
- «Сказочный мир» («Мир без любимого»)
- «Чарльстон» («Песенка о танцующем короле»)
- «Хэппи энд»

«Бедная Маша»
- «Ты любишь необычное?»
- «Сосчитай до десяти»
- «Любовь»
- «Светло-лиловый платок»
- «Вы слыхали?»
- «Обида»
- «Любовь человека сильнее»
- «Любовный треугольник»
- «Колыбельная»
- «Серенада»
- «Колыбельная»
- «Моя Мадонна»
- «Про Кавказ»

«Без трёх минут ровно»
- «Себя забудь»

«Безумный день инженера Баркасова»
«Вкус халвы»
- «Песня Эмира»
- «Песня Визиря»
- «Насреддин на базаре»
- «Песня стражников и служанок»
- «Глашатай и толпа»
- «Хвала Эмиру»
- «Песня главного повара»
- «Зверь, именуемый кот»
- «Дуэт Шир-мамеда и старухи»
- «Песня старой цыганки»
- «Заключительная песня Насреддина»
- «Песня ковровщиков»

«Взрослый человек»
«Всё наоборот»
- «Двух дорог пересеченье»
- «Песенка про жилплощадь»
- «С первого взгляда»
- «Педагогическая песня»
- «Обычная песня»

«Гляди веселей»
- «Песня Агабека»
- «Чёрная магия»
- «Песня Насреддина и Ишака»
- «Верь в доброго человека»
- «Песня Багдадского Вора»

«Гостья из будущего»
- «Прекрасное далёко»

«Двое и одна»
«Достояние республики»
- «Кто на новенького?»

«Дюймовочка»
- «Легкокрылые Эльфы»
- «Волшебный цветок»
- «Колыбельная Жабы»
- «Песня Дюймовочки, Головастиков и Жабика»
- «Обучение во сне»
- «Песня Крота»
- «Песня Мышки»
- «Песня Для Кротика»
- «Я тебе расскажу»

«За спичками»
- «Облака»
- «Песенка про чёрта»

«Зловредное воскресенье»
- «Небылицы-небылицы»
- «Песенка водолаза»
- «Марш суворовцев»

«Золотое крыльцо»
- «Найти себя»

«Искренне Ваш…»
- «Любят роботы аэробику»
- «Песня зверей и Бабы Яги»

«Карантин»
- «Карантин»
- «Про любовь»
- «Скандал»
- «Вот если бы…»

«Кувырок через голову»
«Лиловый шар»
- «Чего только нету, чего только нет…» («Хоть глазочком заглянуть бы»)

«Люби меня»
- «Туман»
- «Песня экстрасенса»

«Люди и манекены»
- «Женщина и мужчина»

«Мама»
- «Песня о маме»
- «Ах, ярмарка!»
- «Песня ласточек»
- «Песня медведей на ярмарке»
- «Песня снежинок»
- «Песенка попугая»
- «Песня волка»

«Магия чёрная и белая»
- «Самая интересная»

«Меняю собаку на паровоз»
- «Такое бывает?»

«Мир в движении»
- «Всем народам нужен мир»
- «Песня о крыльях»

«Не хочу быть взрослым»
- «Просто так»

«Незнайка с нашего двора»
- «Да здравствует сюрприз»
- «Где водятся волшебники»
- «Песня Синеглазки»
- «Песенка про дождик»
- «Гимн Незнайки и К°» («Гимн Незнайки и его друзей»)
- «Гимн Знайкинцев»
- «Песенка любопытных коротышек»
- «Песенка Медуницы»
- «Обжорная песенка» («дуэт Пончика и Сиропчика»)
- «Песенка Кнопочки»

«Новые приключения Дони и Микки»
- «Песенка о жирафе» («Есть на свете место беззаботное…»)

«Новые приключения капитана Врунгеля»
- «Песенка Врунгеля»
- «Музыка моря»

«Осенний подарок фей»
- Песня рыцарей
- Песня ангелов
- Стихи поэта
- Песня фонарщика

«Ох уж эта Настя!»
- «Лесной олень»

«Повар и певица»
- Лунная вода
- Бармалей

«Позавчера и послезавтра»
- «Добрые глаза»
- Песня мима
- «Ябеда-корябеда»

«Приключения Арслана»
- Дорожная песенка Арслана

«Потрясающий Берендеев»
- «Чудо придёт»
- «Контрольная работа»

«Приключения Буратино»
- «Бу-ра-ти-но!» (Начальная песня)
- «Песня Дуремара»
- «Песня кукол» («Что скрывает Карабас?»)
- «Песня пауков»
- «Песня черепахи Тортилы»
- «Бу-ра-ти-но!» (Финальные куплеты)

«Приключения маленького Мука»
- «Дорогою добра»
- «Песня Сулеймана»
- «Песня Скороходов»
- «Разве это не чудо?»
- «Песня Короля»
- «Песня Судьи»
- «Песня Тюремщика»
- «Песня Казначея»

«Приключения Электроника»
- «Крылатые качели»
- «До чего дошёл прогресс»
- «Бьют часы на старой башне»
- «Песенка о собаке»
- «Песенка Урри»
- «Заводные игрушки»
- «Песня Сыроежкина о замкнутом круге»
- «Грустная песня Сыроежкина»
- «Песня Стампа»
- «Ты — человек»
- «Мы маленькие дети»

«Продавец снов»
- «Песня правительницы Джок»
- «Ах, розовые сны»
- «Земля — звезда»

«Путь к медалям»
- «Московский старый дом»

«Рок-н-ролл для принцесс»
- «Королева рок-н-ролла»
- «Ешьте мармелад!»
- «Зачем мальчишкам карманы»
- «Колокольчик мой хрустальный»
- «Песня дуболомов»

«Русалочка»
- «Песня Сульпитиуса»

«Сверчок за очагом»
- «Песня Сверчка»
- «Едут, едут!»
- «Здравствуй, Мэри!»
- «За чаем»

«Сказка о Звёздном мальчике»
«Сладкая сказка»
- «Сладкая песенка»

«Слёзы капали»
- «Дождь и солнце» (Капли падают на крышу…)

«Спортлото-82»
«Стоянка поезда — две минуты»
«Тот самый Мюнхгаузен»
- «Песенка о бароне Мюнхаузене»

«Трень-брень»
- «Златокудрый ангел»

«Три мушкетёра» (новогодний мюзикл)
- «Женские секреты»
- «Королевские страдания»
- «Песня о власти»
- «Это было во сне»
- «Песня бродячих артистов»
- «Гвардейцы и Д’Артаньян»
- «Песня о мушкетерах»
- «Парижские соблазны»
- «Песня мадам Ришелье о личном счастье»

«Ура, у нас каникулы!»
«Утро без отметок»
- «Первоклашка-первоклассник»
- «Если б не было школ…»
- «Лозунги»

«Формула счастья»
- «Время пик»
- "Танго «Мираж»
- «С новым добрым утром»
- «О, казино!»
- «Африканские страсти»
- «Феерическое чудо»
- «Рыбки золотые»
- «Баюшки баю»
- «Манекен»
- «Я с детством прощаюсь»
- «Частушки»

«Циркачонок»
«Через Босфор и Дарданеллы»
- «Это проще простого»
- «Тайна морская»

«Чехарда»
«Чокнутые»
«Чужая роль»
«Я жил тогда»

### Сценарии
| Год  |    | Название                                                           | Примечание |
| ---- | -- | ------------------------------------------------------------------ | ---------- |
| 1969 | мф | «Бременские музыканты» (совместно с Василием Ливановым)            | Сценарист  |
| 1972 | мф | «Индекс» (совместно с Ефимом Гамбургом)                            | Сценарист  |
| 1972 | мф | «Край, в котором ты живёшь»                                        | Сценарист  |
| 1973 | мф | «По следам бременских музыкантов» (совместно с Василием Ливановым) | Сценарист  |
| 1974 | мф | «Сказка за сказкой»                                                | Сценарист  |
| 1974 | мф | «Катавасия»                                                        | Сценарист  |
| 1975 | мф | «Волк и семеро козлят на новый лад»                                | Сценарист  |
| 1976 | мф | «Голубой щенок»                                                    | Сценарист  |
| 1980 | мф | «Пиф-паф, ой-ой-ой!»                                               | Сценарист  |
| 1980 | мф | «Трус»                                                             | Сценарист  |
| 1982 | мф | «Прежде мы были птицами»                                           | Сценарист  |
| 1992 | мф | «Йоксель-моксель»                                                  | Сценарист  |
| 2000 | мф | «Новые бременские»                                                 | Сценарист  |
| 2004 | ф  | «Одна ночь из тысячи»                                              | Сценарист  |

#### Драматург и автор текстов песен спектаклей
- «Трубадур и его друзья» (пьеса совместно с Ливановым), муз. Г. Гладкова; («Ленком», Театр им. Ленсовета и ещё более 100 театров)
- «Хоттабыч» (пьеса совместно с Лагиным), муз. Г. Гладкова; (Московский театр оперетты)
- «Шиворот-навыворот», муз. Г. Гладкова; (Театр имени Моссовета)
- «Багдадский вор», муз. Д. Тухманова («Сатирикон», Театр музкомедии г. Екатеринбург)
- «Майсара», муз. Ф. Закирова (эстрадный театр «Заравшан», г. Ташкент)
- «Фатима богатырь», муз. Д. Тухманова («Дворец наций», г. Ташкент)
- «Сказка. RU», муз. Д. Тухманова (Кремлёвский дворец)
- «Энтин-шоу, или Ничего на свете лучше нету», муз. Д. Тухманова (ТЮЗ им. Брянцева, г. Санкт-Петербург)

#### Автор текстов песен к спектаклям
- «Сказка о четырёх близнецах», муз. А. Рыбникова (Центральный детский театр)
- «Иохим Лис — детектив с дипломом», муз. Г. Гладкова (театр «Детектив», г. Москва)
- «Прыгающая принцесса» (Центральный театр кукол им. Образцова)
- «Сказки Дядюшки Римуса», муз. Александрова (Центральный театр кукол им. Образцова)
- «Полоумный Журден», муз. С. Никитина (Центральный театр кукол им. Образцова)
- «Тайна голубого камня» (Театр «Ромэн»)
- «Снегурочка», муз. Е. Крылатова (Театр Российской армии)
- «Тиль», муз. Г. Гладкова (Ленком)
- «Кола Брюньон», муз. К. Молчанова (МХАТ им. М. Горького)
- «Чудак-человек», муз. Г. Гладкова (Московский театр сатиры)

### Книги
- Очень длинношеее животное. — ISBN 5-17-025094-0, 5-271-09303-4.
- Песни для детей. — М.: Астрель, 2004. — 382 с., илл. — ISBN 5-17-021279-8.
- Песенки из мультфильмов и кинофильмов. — М.: АСТ, 2007. — 160с. цв. илл. — ISBN 978-5-17-043731-3.
- Самое-самое! 20 лучших песен. — Оренбург: Оренбургское книжное издательство, 2008. — 120 с., илл.
- Азбука сказочная. — М.: Самовар, 2011. — 64 с. цв. илл. — ISBN 978-5-9781-0048-8, ISBN 978-5-9781-0441-7.
- Не для печати: Стихи, эпиграммы, посвящения. — Оренбург: Оренбургское книжное издательство им. Г. П. Донковцева, 2013. — 272 с., илл. — ISBN 978-5-88788-202-4.

### Мюзиклы
- «Новые приключения Бременских, или Вперёд в прошлое»

### Телепередачи и массовые мероприятия
- «Чунга-Чанга» на Первом канале
- «До-ми-соль» на канале ОРТ

## Награды и признание
- Премия Президента Российской Федерации в области литературы и искусства за произведения для детей и юношества (23 марта 2016 года) — за вклад в развитие отечественной детской литературы[9][10].
- 2021 — Лауреат премии «Икар» в номинации «Мастер».